# Claudius Augustanus
Claudius Augustanus (sein Praenomen ist nicht bekannt) war ein im 2. Jahrhundert n. Chr. lebender Angehöriger der römischen Armee.
Durch drei Bauinschriften, die an verschiedenen Stellen beim Hadrianswall gefunden wurden, ist belegt, dass Augustanus Centurio war; er war vermutlich Centurio in der Legio XX Valeria Victrix. Möglicherweise ist er mit dem Centurio Claudius Augustanus identisch, dessen Name Teil eines Bleistempels ist, der beim Legionslager Deva Victrix in der Provinz Britannia gefunden wurde.
Aus zwei der Inschriften (RIB 1811 und 1855) geht hervor, dass seine Centuria Teil der dritten Kohorte war. Durch eine weitere Bauinschrift vom Hadrianswall ist ein Centurio Claudius Augustanus belegt, dessen Centuria Teil der ersten Kohorte war. Möglicherweise ist er mit dem Centurio der dritten Kohorte identisch.
Die drei Bauinschriften werden bei der Epigraphik-Datenbank Clauss-Slaby auf 125/128 datiert.